# Herz Jesu (Hassel)

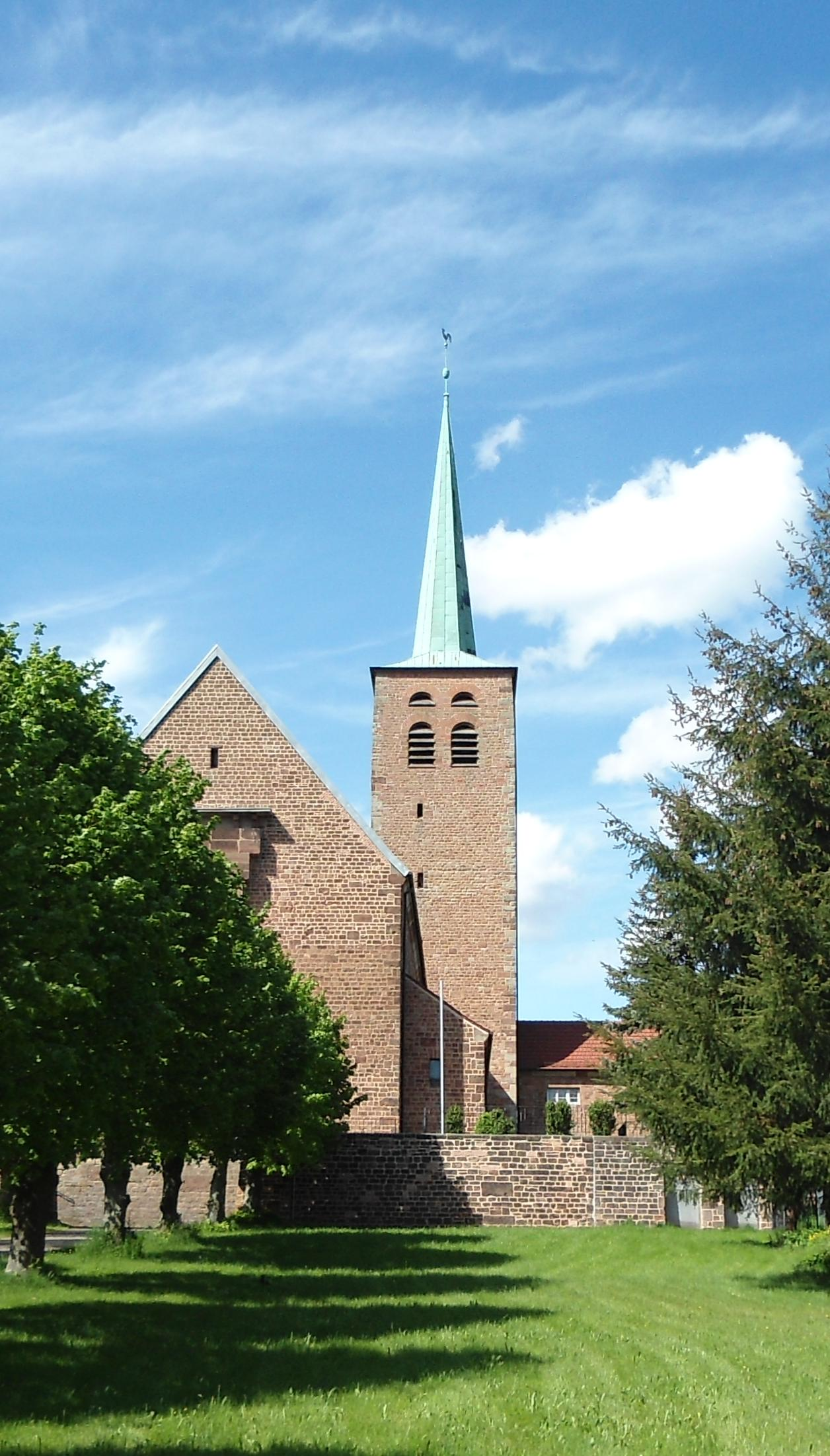
Herz Jesu Hassel

Die Herz Jesu Kirche Hassel ist die katholische Pfarrkirche des St. Ingberter Stadtteils Hassel.

## Geschichte
Die Kirche wurde 1928/29 unter Mithilfe der Hasseler Bevölkerung erbaut. Die Maurer- und Betonarbeiten für Kirche und Pfarrhaus übernahm die Baugruppe Peter Gross aus St. Ingbert, als Architekten fungierten Wilhelm Schulte II. (Neustadt a. d. W.) und Hubert Groß (Speyer), die Bauleitung hatte Oberbaurat Hans Merl (St. Ingbert). Als Baumaterial diente Buntsandstein vom nahgelegenen Kahlenberg. Am 23. Juni 1929 erfolgte die Kirchenweihe durch Bischof Ludwig Sebastian, in jenem Jahr wurde Hassel zur Pfarrei erhoben.
Am 9. November 1944 wurden die Kirchenfenster und das Dach der Kirche durch drei Bombendetonationen in unmittelbarer Nähe stark beschädigt, aber bereits im April 1945 wurde mit der Instandsetzung begonnen. 1956 wurden fünf neue Glocken installiert. 1963 wurde ein neuer Hochaltar sowie zwei Seitenaltäre, die Kommunionbank, der Ambo, der Taufstein, das Altarkreuz und die Figuren von Maria und Josef aufgestellt. Weihnachten 1964 kam eine beleuchtete Krippe aus gleicher Werkstatt hinzu. 1988 wurde eine neue Orgel mit 23 Register des Orgelbaumeisters Klaus Scherpf von Wolfgang Scherpf Orgelbau (Speyer) installiert. Die Fenster wurden ebenso neu gestaltet.

## Pfarrhaus
Das Pfarrhaus wurde zeitgleich mit der Kirche gebaut und ist mit einer überdachten Brücke mit jener verbunden.

## Ausstattung

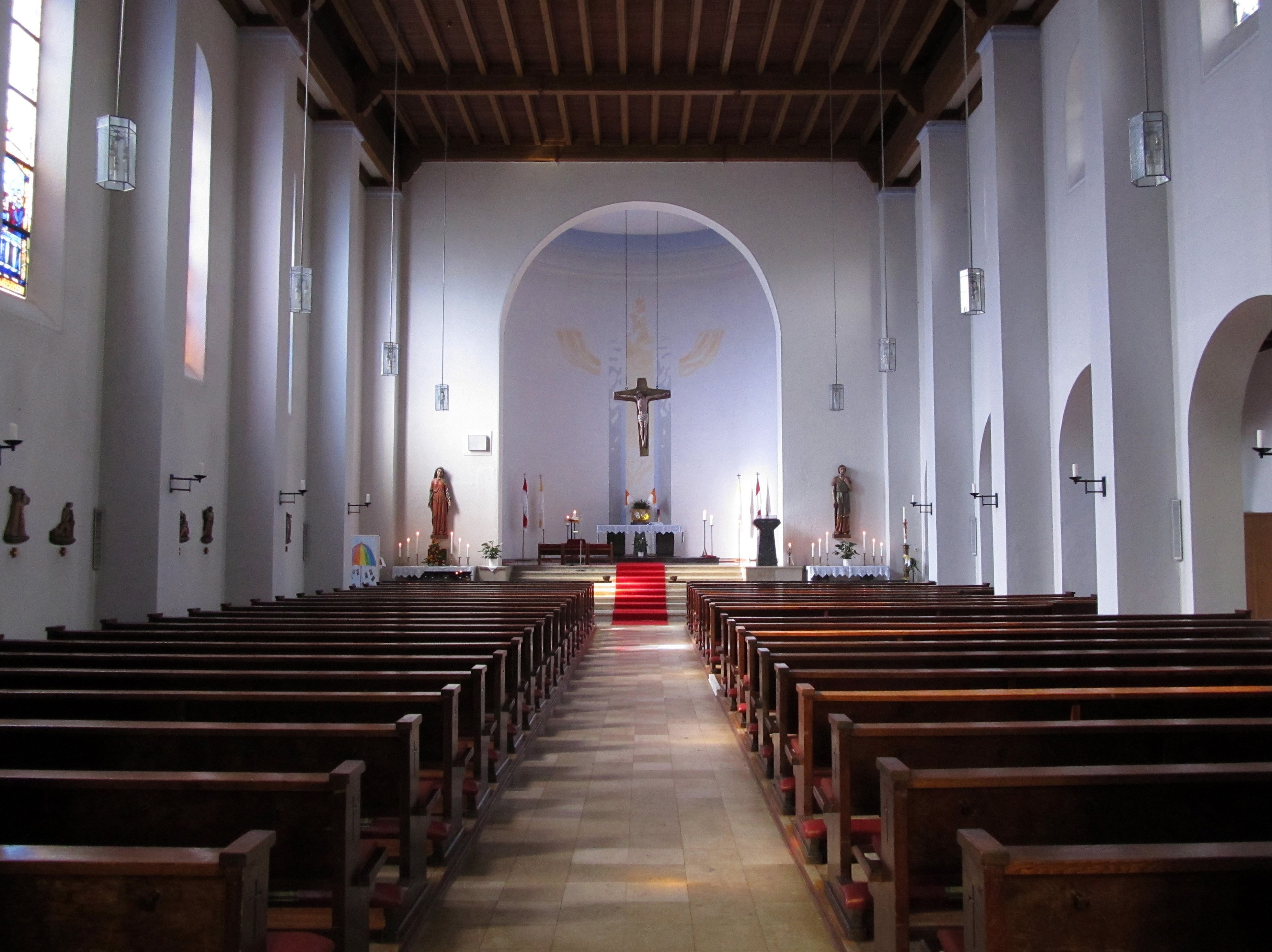
Blick ins Innere der Kirche

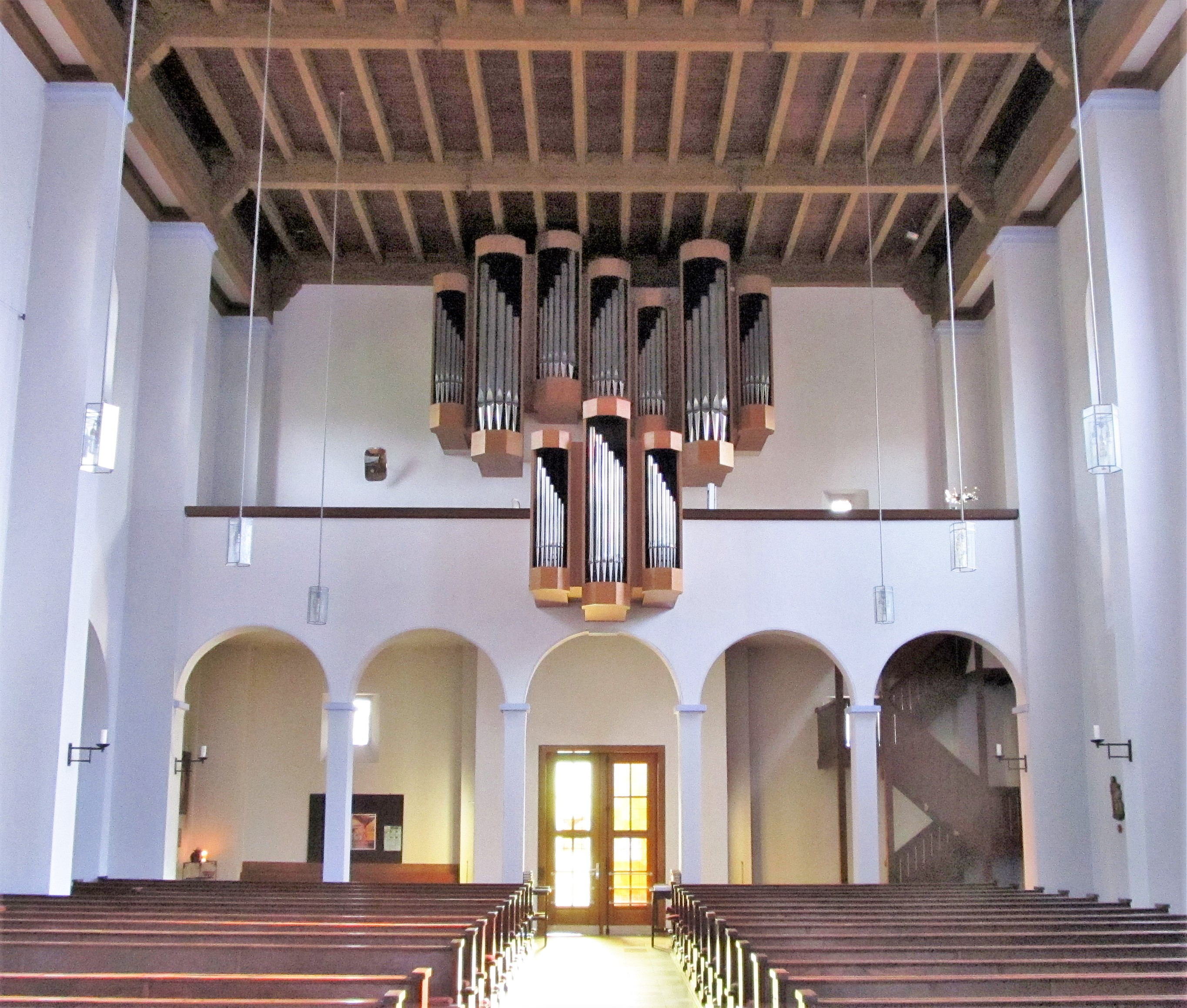
Blick vom Altarraum in Richtung Empore und Orgelprospekt

Der Innenraum setzt die sachliche Linie des Gesamtbauwerks fort. Es dominieren die Farben Weiß und Grau.
Der Altar ist 2,6 Meter lang und 1,5 Meter breit und enthält Reliquien der Märtyrer Florentius und Aquilinus. Er besteht wie die beiden Seitenaltäre, der Taufstein und die Kommunionbank aus Marmor aus dem Aostatal.
Das 2,5 Meter hohe Altarkreuz, der Kreuzweg und die Figuren der Schmerzensmutter und des Josef von Nazaret bestehen aus Lindenholz und wurden in der Werkstatt von Alfred Zwink (Oberammergau) gefertigt.
Die Emaillebilder des goldfarbenen Tabernakels wurden von der Dominikanerschwester Moneta Schwab aus St. Ingbert entworfen.
Die Kirchenfenster wurden von Michael Mannel aus Ettlingen gestaltet und zeigen biblische Motive.

## Orgel
Die Orgel der Kirche wurde 1988 von der Firma Wolfgang Scherpf Orgelbau Inhaber: Klaus Scherpf (Speyer) erbaut. Das Instrument, mit 23 Registern, ist auf einer Empore aufgestellt und besitzt einen freistehenden Spieltisch. Die Windladen sind mechanische Schleifladen mit elektrischer Registertraktur.
| I Hauptwerk C–g3 |                |    |
| 1.               | Principal      | 8′ |
| 2.               | Rohrflöte      | 8′ |
| 3.               | Oktave         | 4′ |
| 4.               | Gedeckt        | 4′ |
| 5.               | Oktave         | 2′ |
| 6.               | Sesquialter II |    |
| 7.               | Mixtur V       | 2′ |
| 8.               | Trompete       | 8′ |

| II Brüstungsschwellwerk C–g3 |              |        |
| 9.                           | Offenflöte   | 8′     |
| 10.                          | Salizional   | 8′     |
| 11.                          | Prinzipal    | 4′     |
| 12.                          | Spillflöte   | 4′     |
| 13.                          | Nasat        | 2 ⁄3′  |
| 14.                          | Schwiegel    | 2′     |
| 15.                          | Terz         | 1 3⁄5′ |
| 16.                          | Scharff IV   |        |
| 17.                          | Rohrschalmey | 8′     |
|                              | Tremolo      |        |

| Pedal C–f1 |              |     |
| 18.        | Subbass      | 16′ |
| 19.        | Oktavbass    | 8′  |
| 20.        | Bassflöte    | 8′  |
| 21.        | Choralbass   | 4′  |
| 22.        | Flaschpfeife | 2′  |
| 23.        | Fagott       | 16′ |

- Koppeln: II/I, I/P, II/P
- Spielhilfen: 16 elektronische Setzerkombinationen, Pleno, Tutti

## Glocken
Es gibt fünf Glocken:
- Die Herz-Jesu-Glocke (Ton: h°, Gewicht: 3.010 kg) trägt die Inschrift „Hl. Herz Jesu, erbarme dich unser!“
- Die Josefs-Glocke (Ton: d′, Gewicht: 1.740 kg) trägt die Inschrift „Hl. Joseph, bitte für uns!“
- Die Gottesmutter-Glocke (Ton: fis′, Gewicht: 850 kg) trägt die Inschrift „Hl. Gottesmutter, bitte für uns!“
- Die Barbara-Glocke (Ton: a′, Gewicht: 640 kg) trägt die Inschrift „Hl. Barbara, bitte für uns!“
- Die Erzengel-Michael-Glocke (Ton: h′, Gewicht: 470 kg) trägt die Inschrift „Hl. Erzengel Michael, bitte für uns!“